# Caponina notabilis
Caponina notabilis là một loài nhện trong họ Caponiidae.
Loài này thuộc chi Caponina. Caponina notabilis được Cândido Firmino de Mello-Leitão miêu tả năm 1939.